# Comics Revue
Comics Revue é uma revista em quadrinhos mensal publicada pela Manuscript Press. Até 2007, ela havia publicado mais de 250 edições por mês, fazendo dela a segunda mais longa banda desenhada independente (depois da Cerebus the Aardvark).  Ela reimprime tira de jornal tais como Alley Oop, Modesty Blaise, Tarzan, Gasoline Alley, Flash Gordon, The Amazing Spider-Man, Star Wars, Hagar, o Horrível, Peanuts, Batman, Barnaby, Steve Canyon, Casey Ruggles, Lance, O'Neill, Krazy Kat, Little Orphan Annie, Mandrake, Fantasma, Latigo, Rick O'Shay, e Buz Sawyer.